# Bandeira do Idaho

Bandeira do Idaho

A bandeira do Idaho consiste em um selo do estado em um espaço azul. As palavras "State of Idaho" (em português "Estado do Idaho") aparece em letras douradas em uma faixa vermelha e dourada, abaixo do brasão. De acordo com a descrição oficial da bandeira, deve haver também uma franja dourada em volta das bordas, mas muitas versões da bandeira não incluem este detalhe.
O selo, no centro da bandeira, representa um minerador e uma mulher, denotando igualdade, liberdade e justiça. Os símbolos do selo representam coisas comuns em Idaho: mineração, florestas, fazendas e vida selvagem.
Seu desenho foi baseado no de uma bandeira carregada pela Primeira Infantaria de Idaho, em 1899, durante a Guerra Hispano-Americana. A bandeira foi adotada em 23 de março de 1907 e ligeiramente modificada em 1957.  